# تیرونالور کاروناکاران
تیرونالور کاروناکاران (انگلیسی: Thirunalloor Karunakaran؛ ۸ اکتبر ۱۹۲۴ – ۵ ژوئیهٔ ۲۰۰۶) یک زبان‌شناس، پدیدآور، مترجم، و فیلسوف اهل هند بود.